# 克勒什-毛罗什国家公园

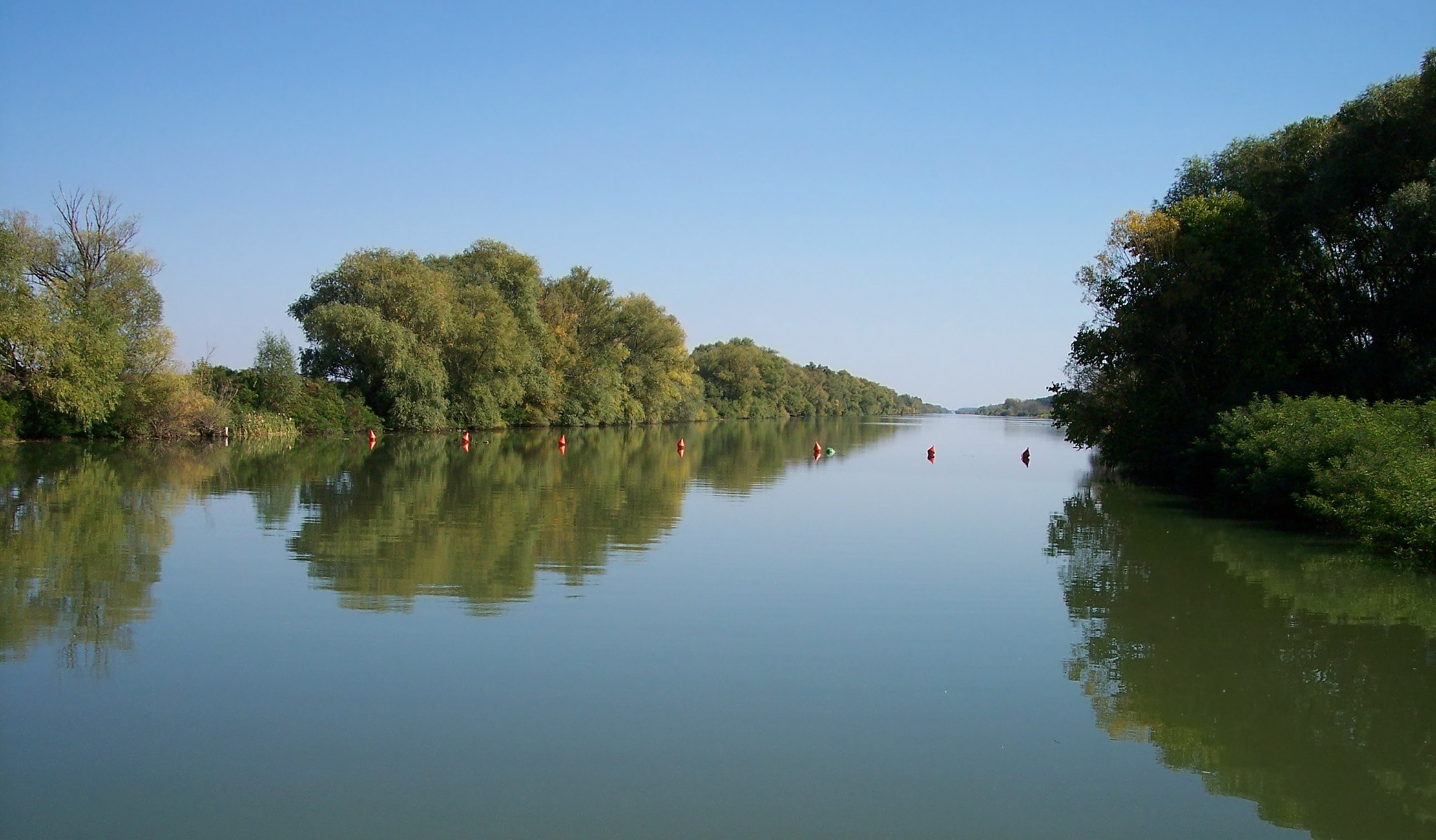

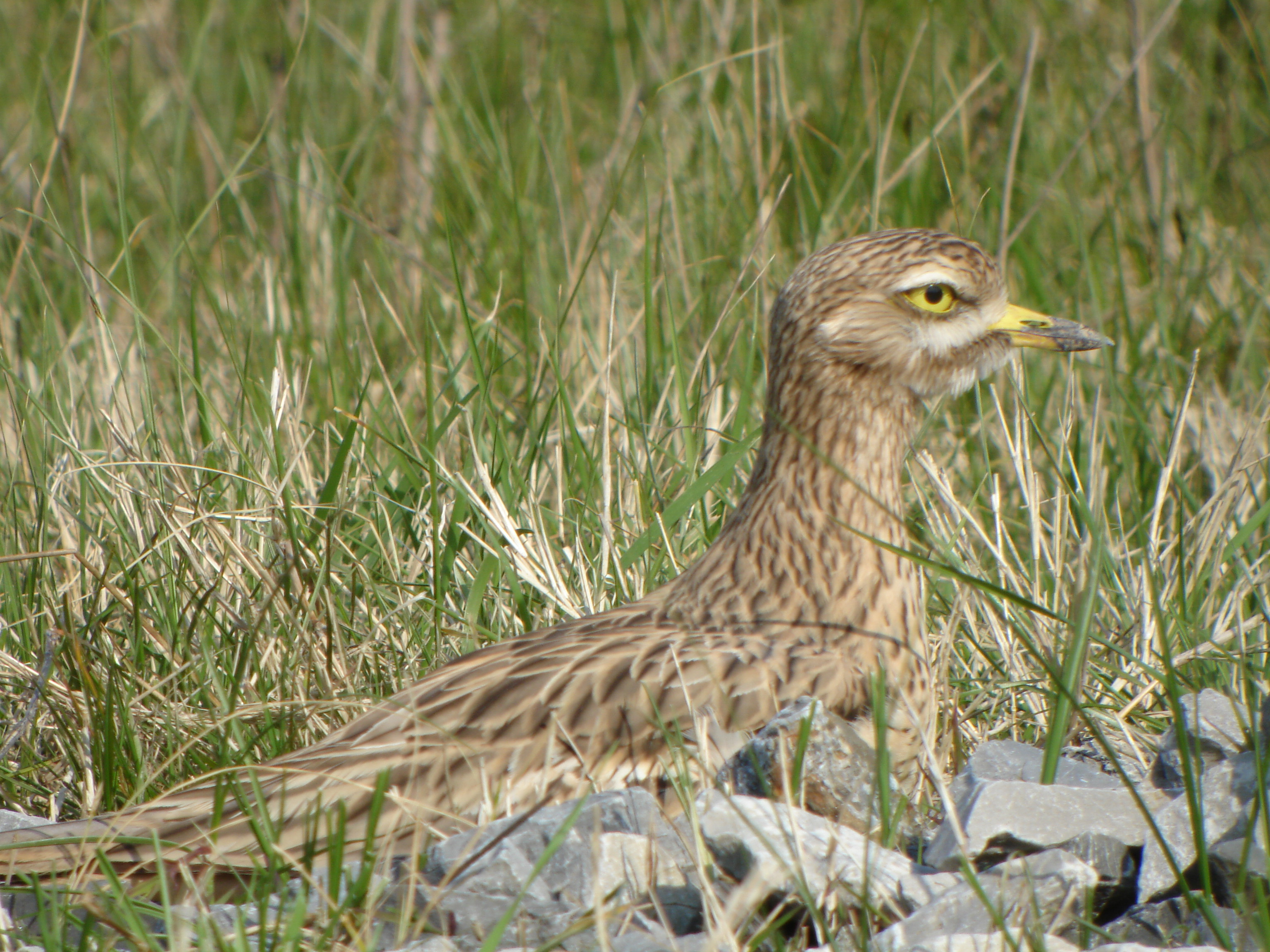

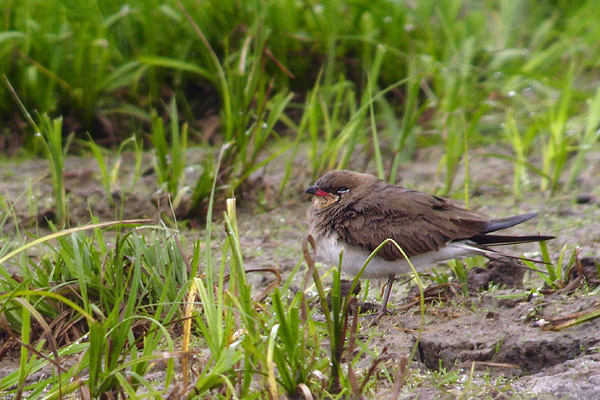

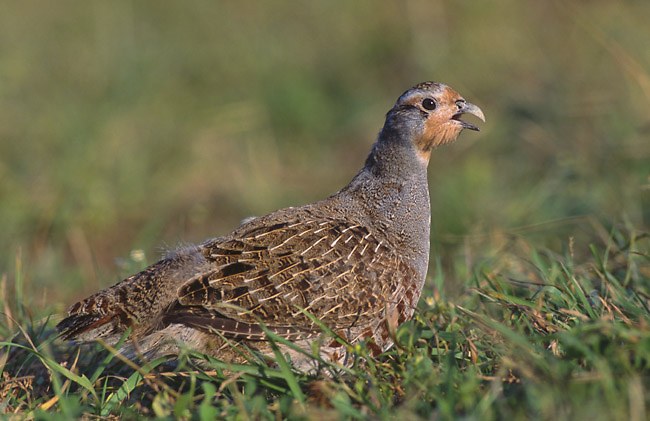

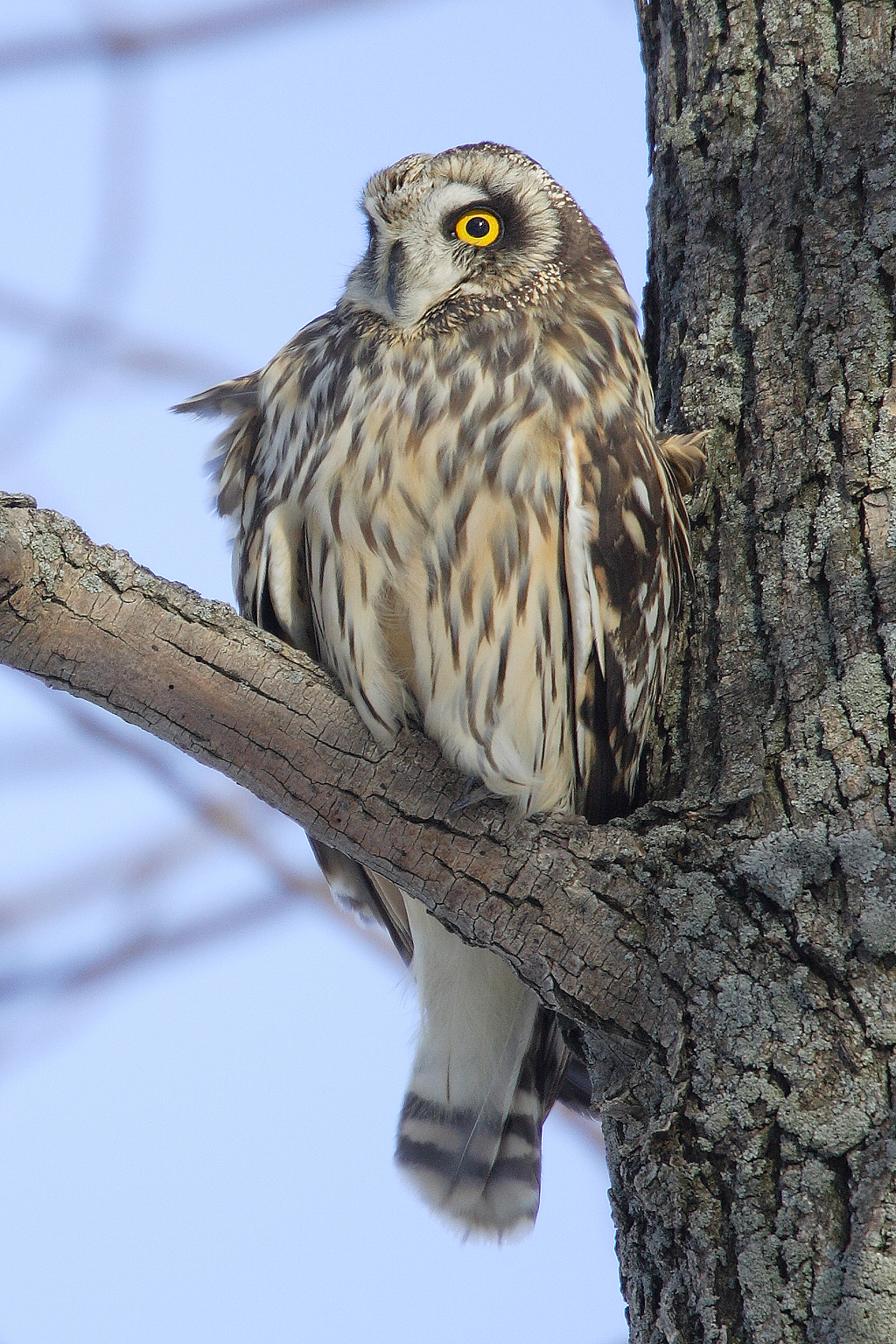

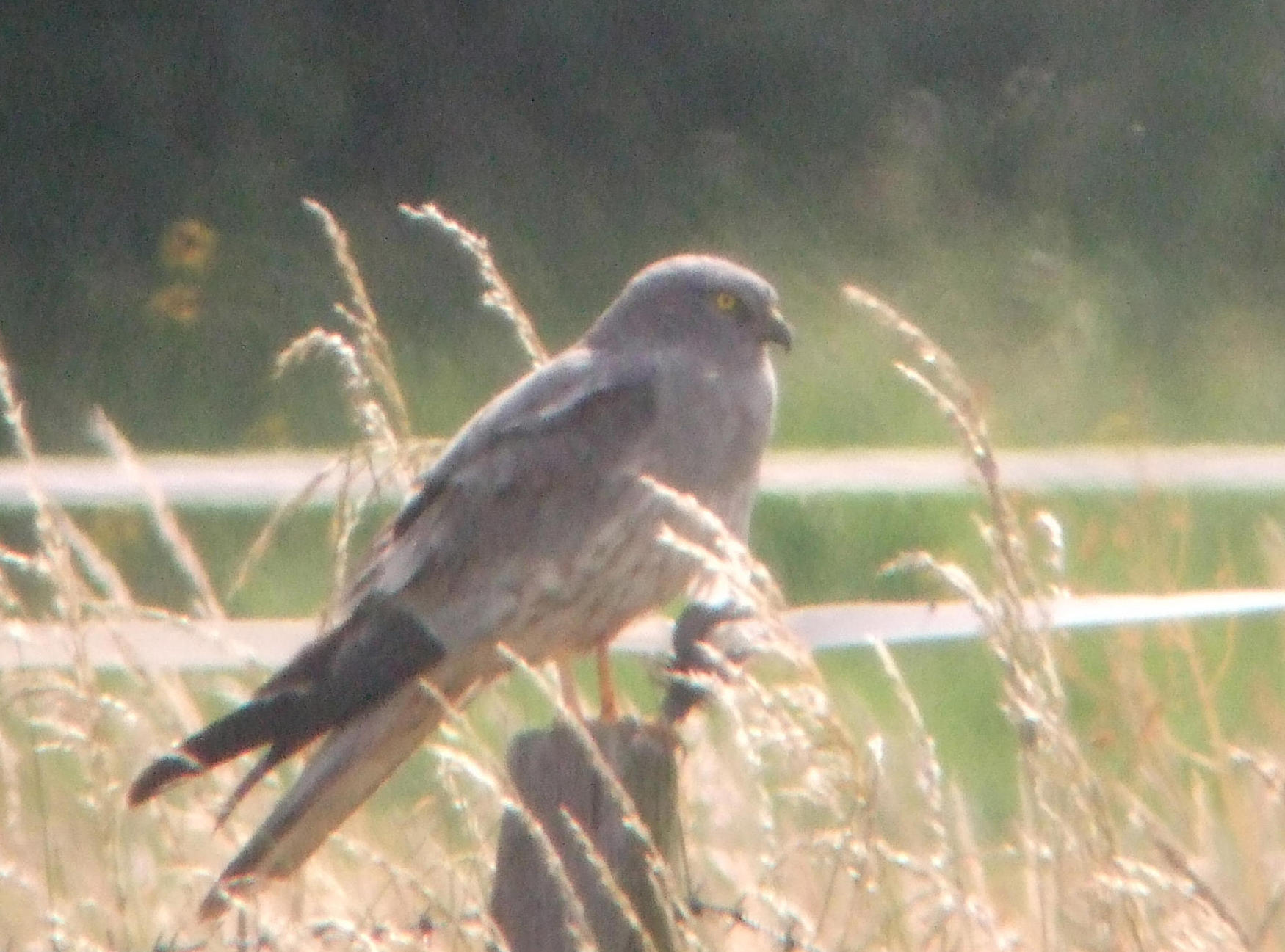

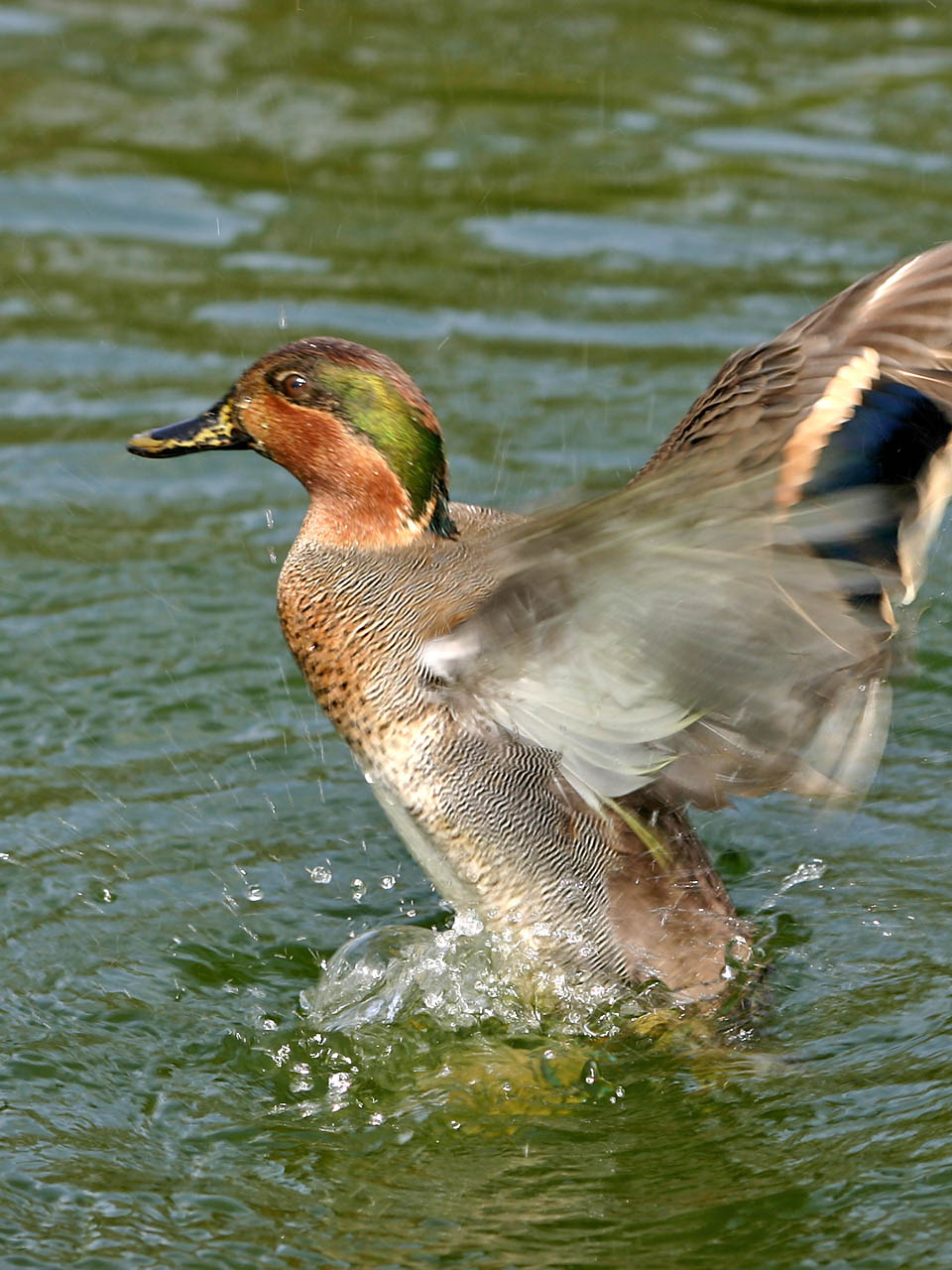

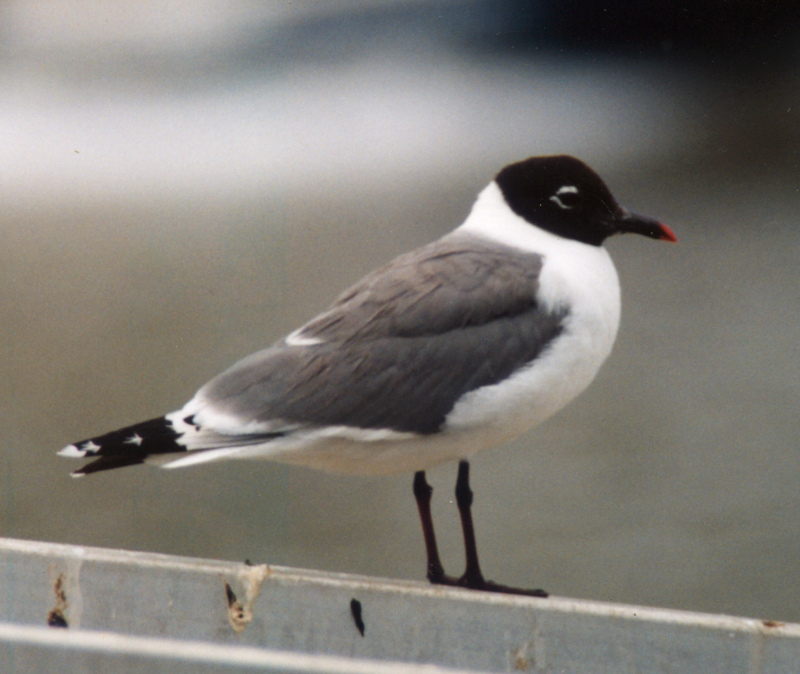

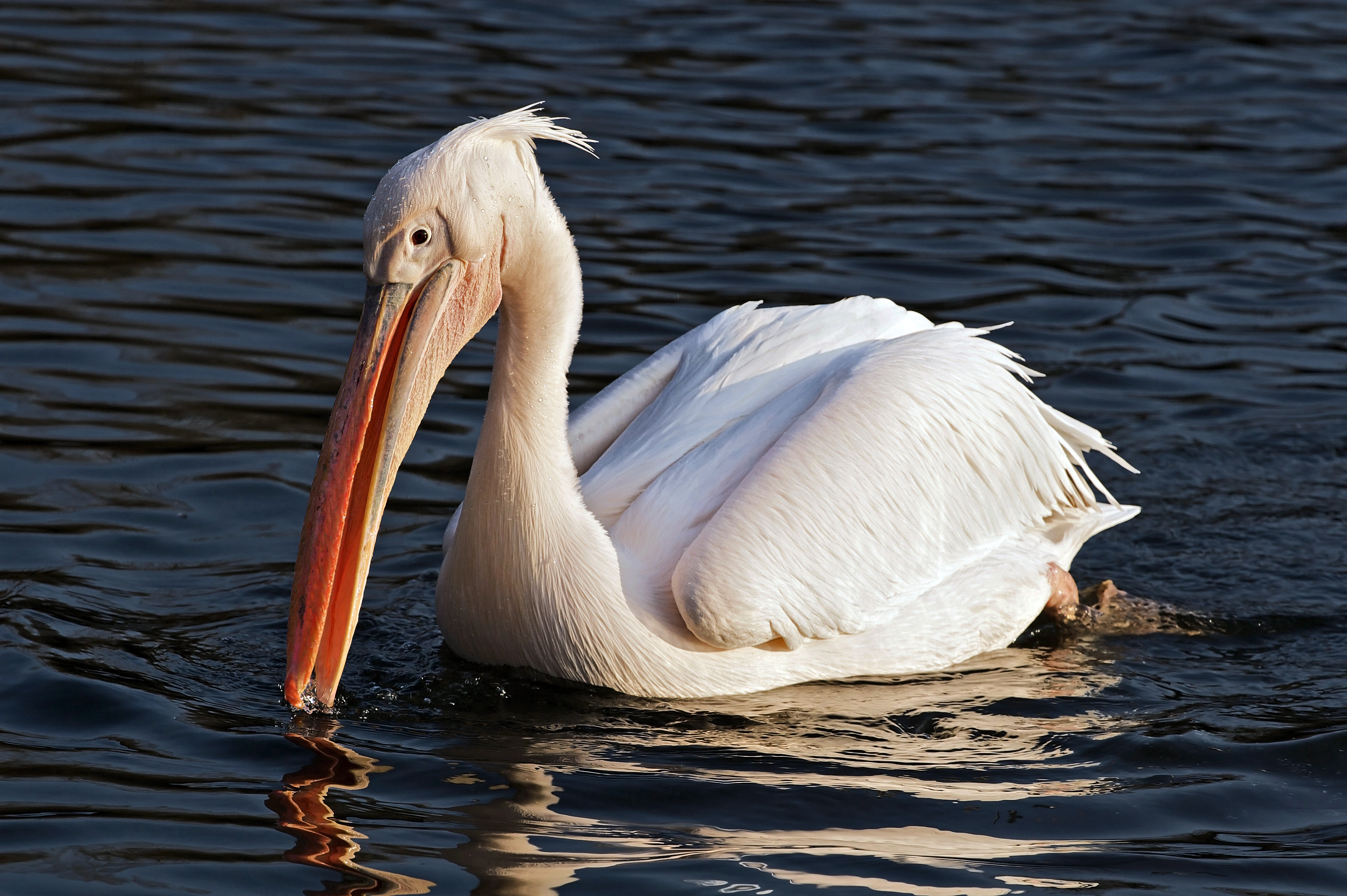

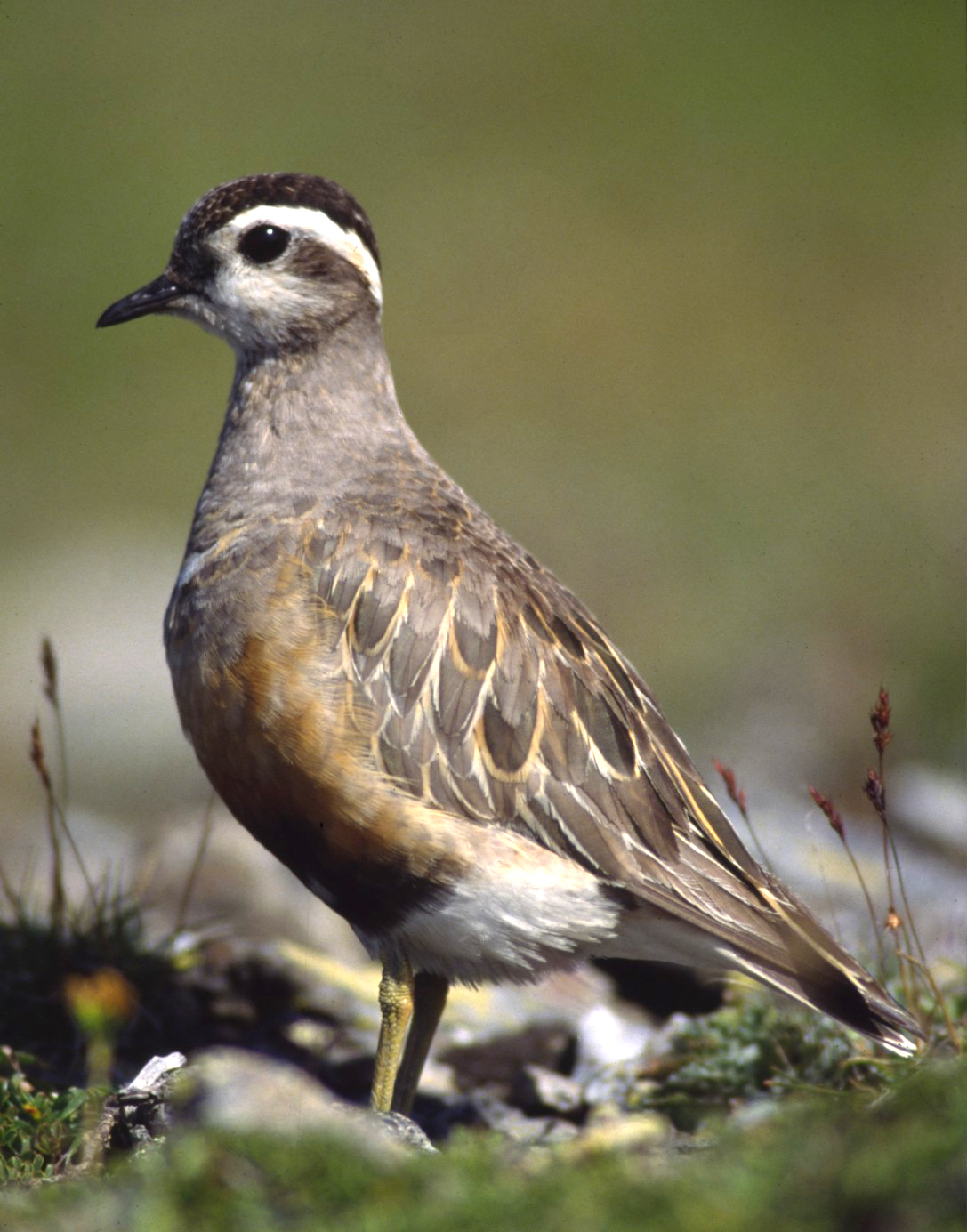

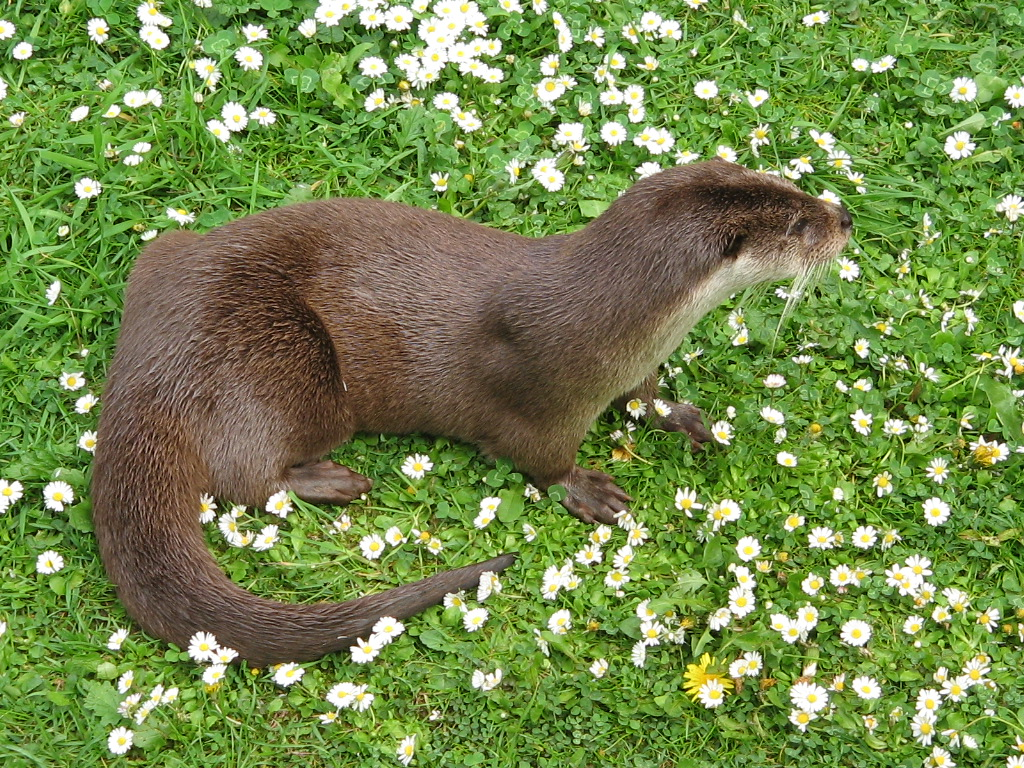

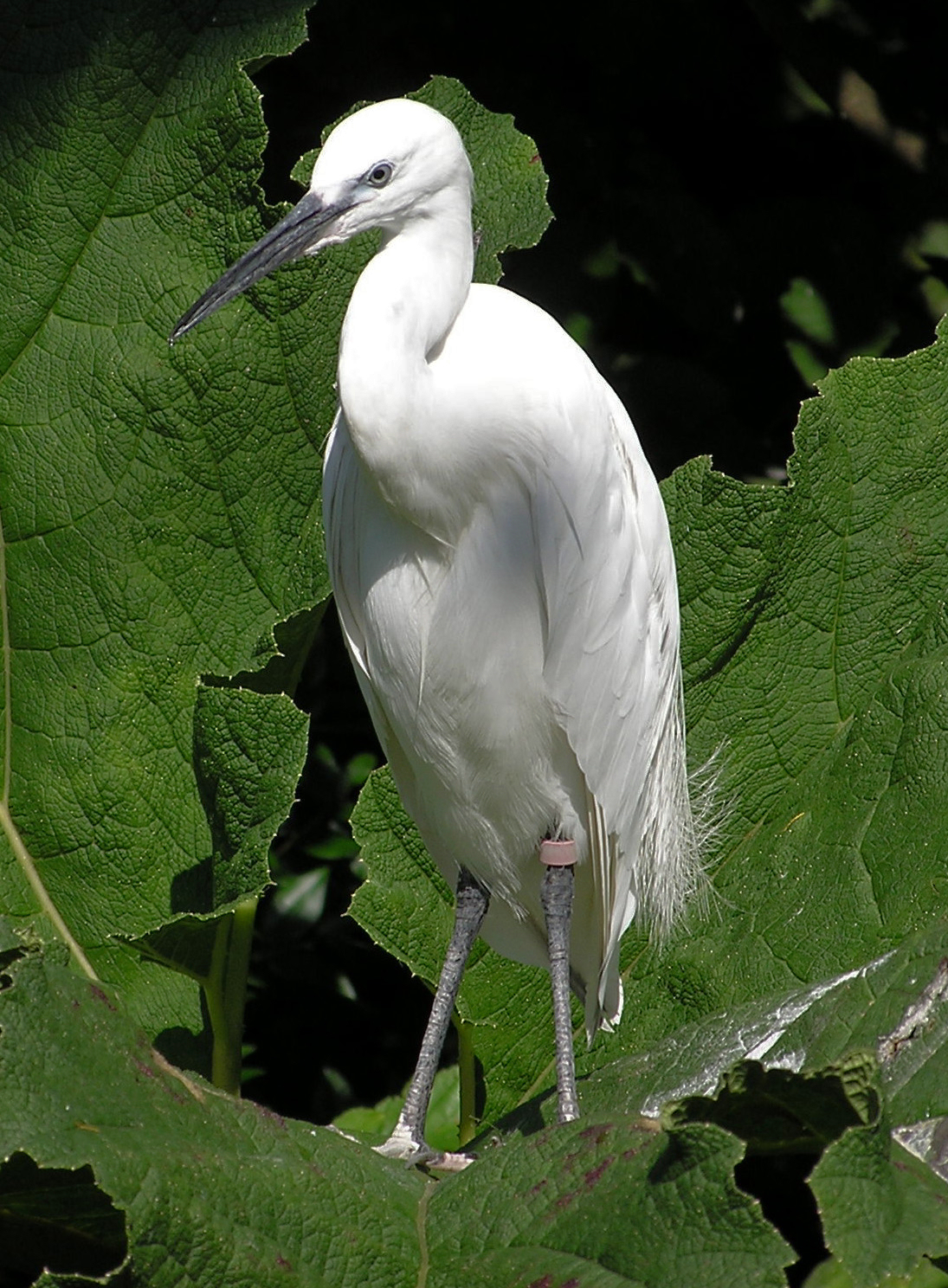

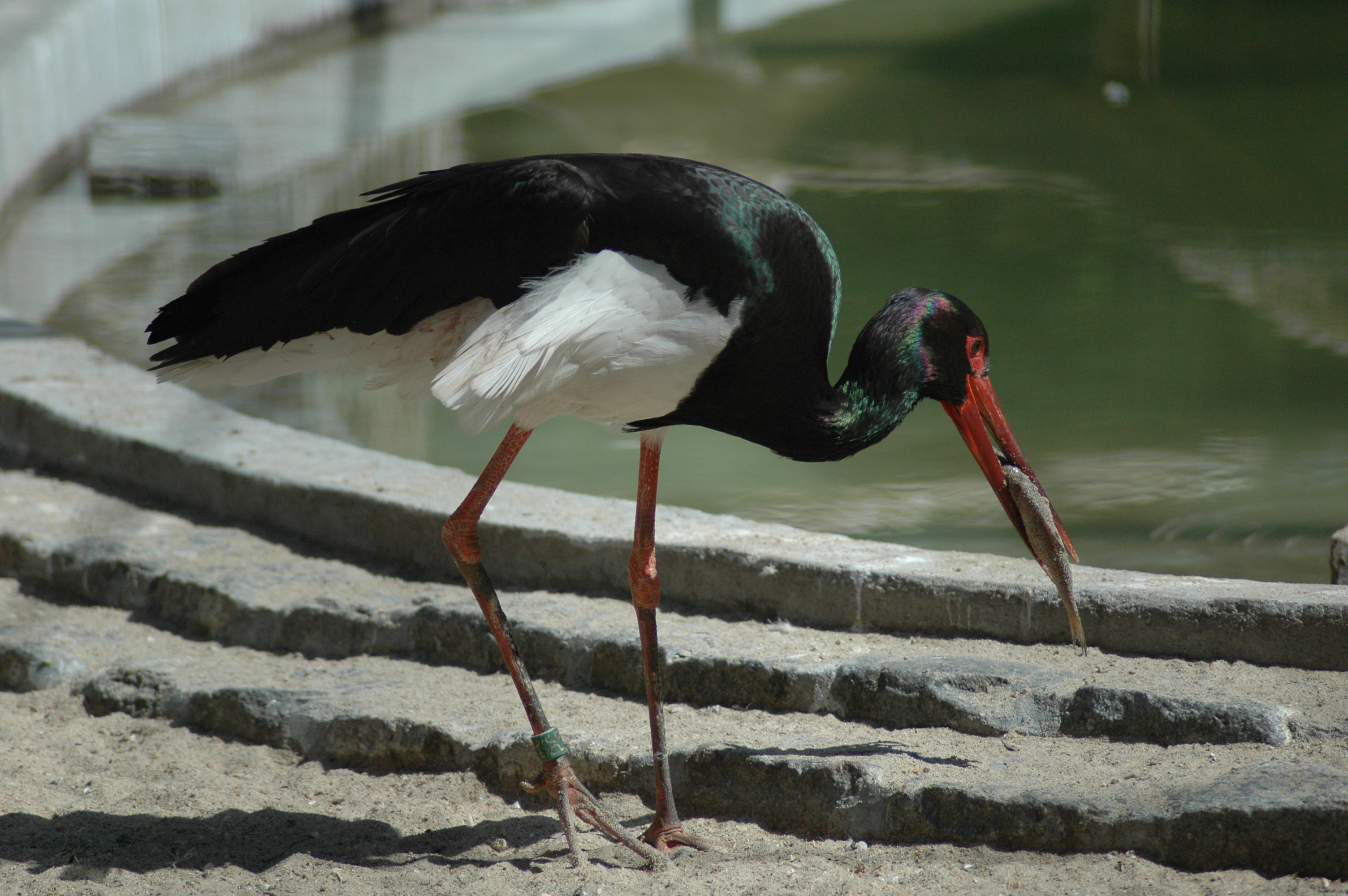

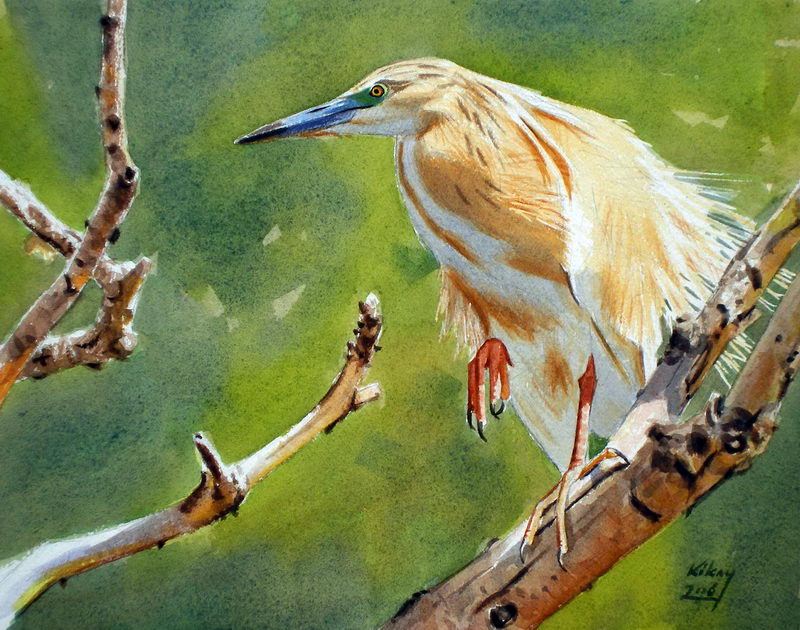

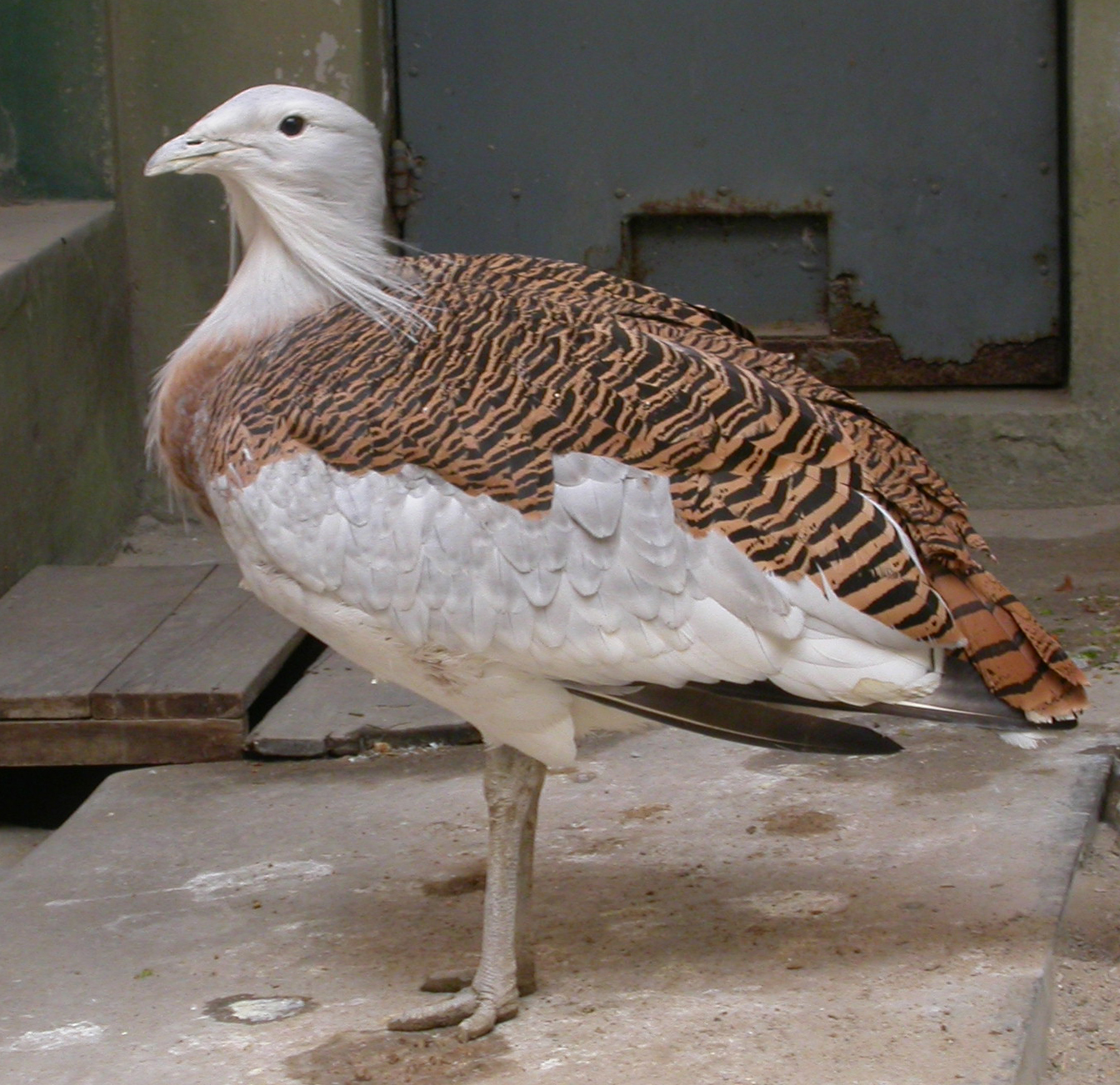

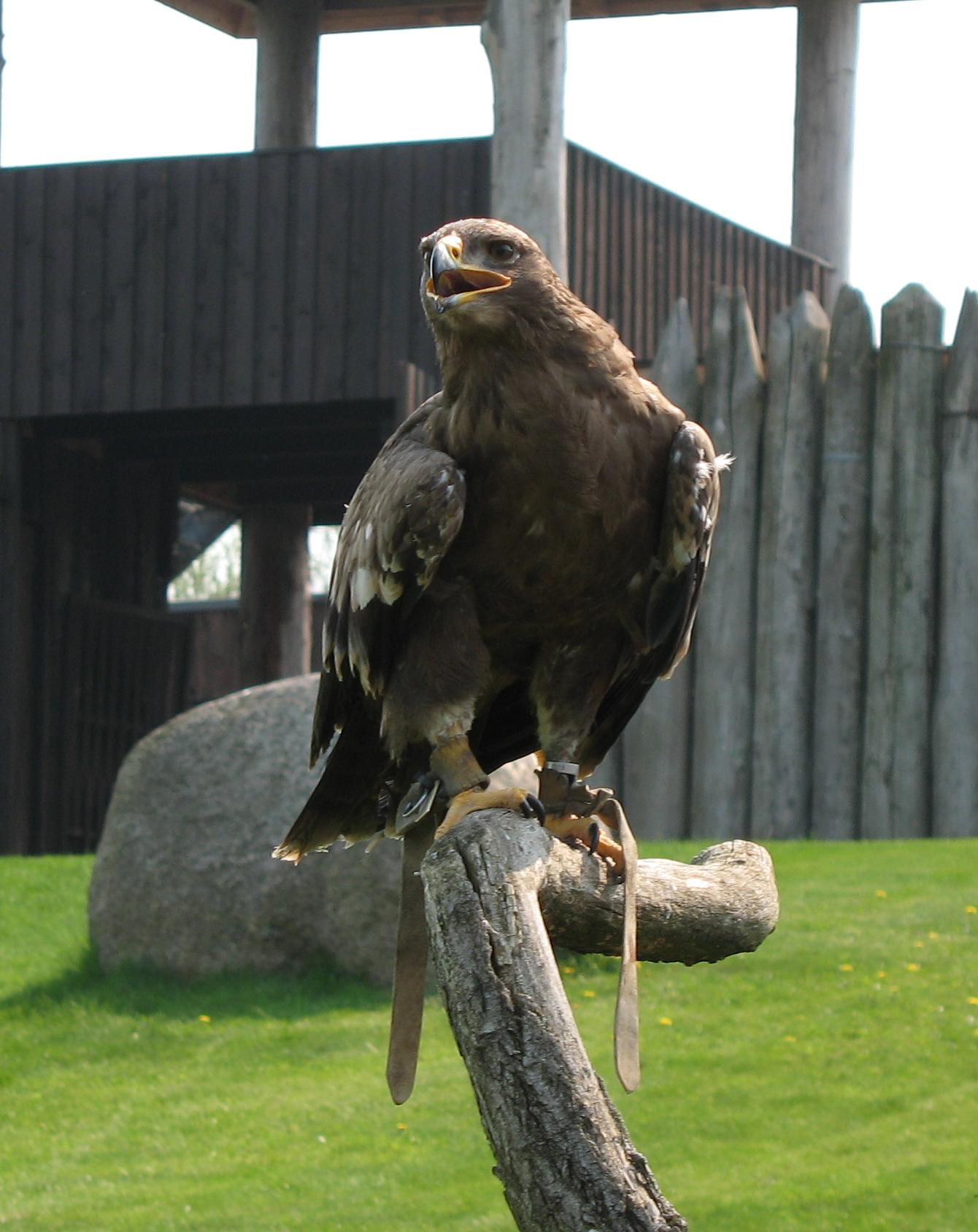

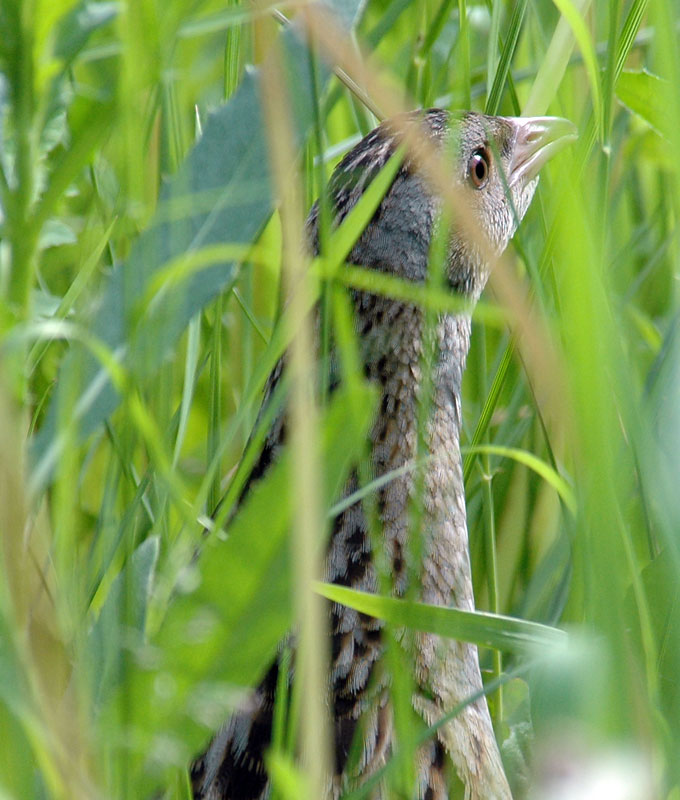

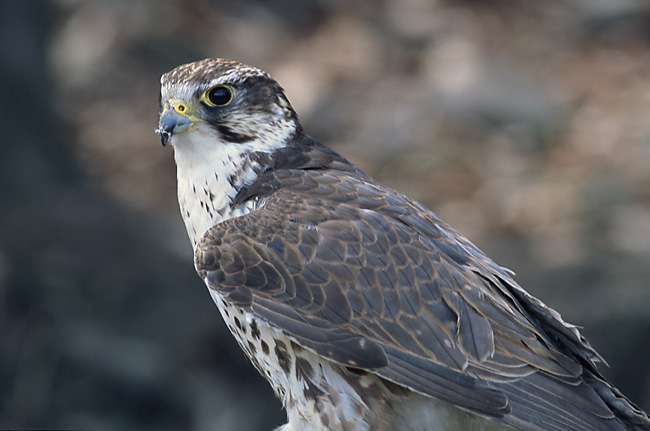

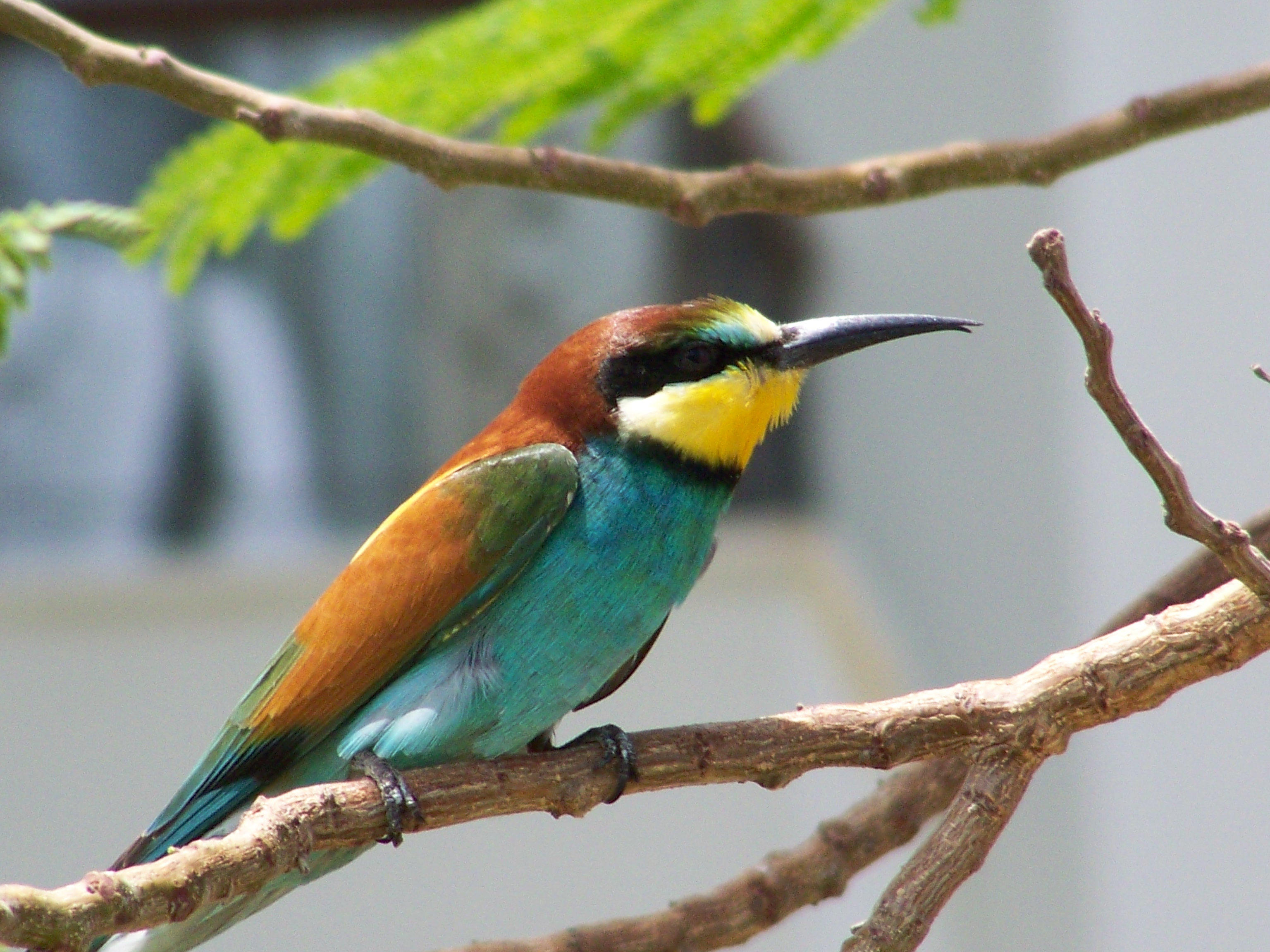

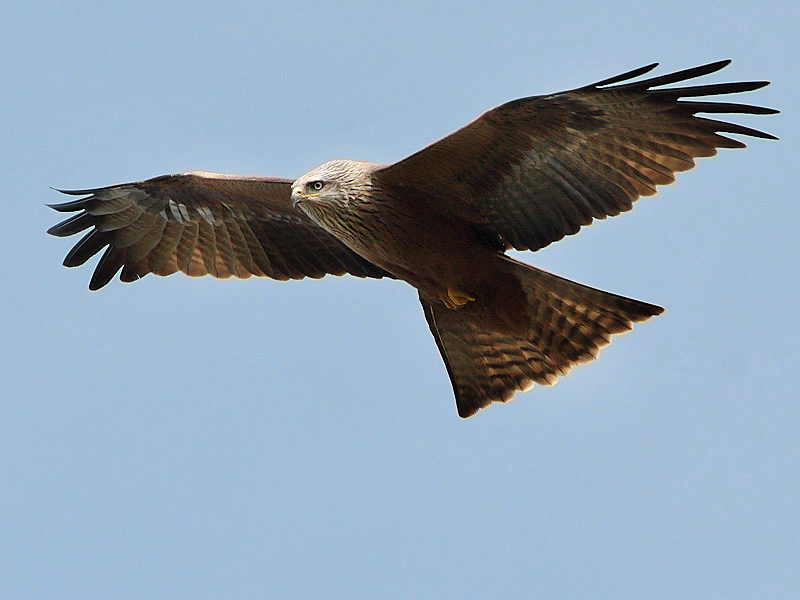

克勒什-毛罗什国家公园（匈牙利語：Körös–Maros Nemzeti Park）是匈牙利的國家公園，位於該國東南部克勒什河和毛罗什河的匯流處，由貝凱什州負責管轄，始建於1997年，面積501平方公里。

## 外部連結
- （匈牙利文） Körös-Maros Nemzeti Park（页面存档备份，存于）

46°34′23″N 21°07′02″E / 46.57306°N 21.11722°E